# 屋上
屋上（おくじょう）とは、
1. 屋根の上のこと[1]。
2. 上記から転じてビルなどの屋根の上で、人が出られるようにしてある平らな場所[2]。

本記事では1、2の両方を説明する。

## 概説
ただ「屋根」と言うと、屋根全体、つまり屋根の小屋組も、屋根の上の面や上側の空間も、屋根の下側の面も屋根の直下の空間も、屋根の軒の裏側なども、全部含めて指してしまうが、「屋上」と言うと屋根の上だけを限定して指すことになる。

### 「屋根の上」
「屋上」という言葉の本来の意味、そして第一の意味は「屋根の上」という意味である。英語ではrooftop （ルーフトップ）である。
この意味の「屋上」は、人が出られるようにしていないものも含み、傾斜がある状態も、曲面や複雑な面や立体形状のものも含む。「やねうえ」と呼ぶこともある。
テレビが普及してから屋上にはテレビの受信アンテナが設置されることは多い。携帯電話が普及してからは携帯基地局のアンテナが設置されることが増えた。
数十年前までは、屋上に太陽熱温水器を設置する場合もあった。
近年では屋上を有効活用し、ソーラーパネルつまりen:Rooftop solar powerを設置する場合も多い。ソーラーパネルの設置は、水平面よりもむしろ南向きの斜面であると発電量が増える。一戸建ての切妻屋根の南向きの面が発電量が増えるので好んで設置される。

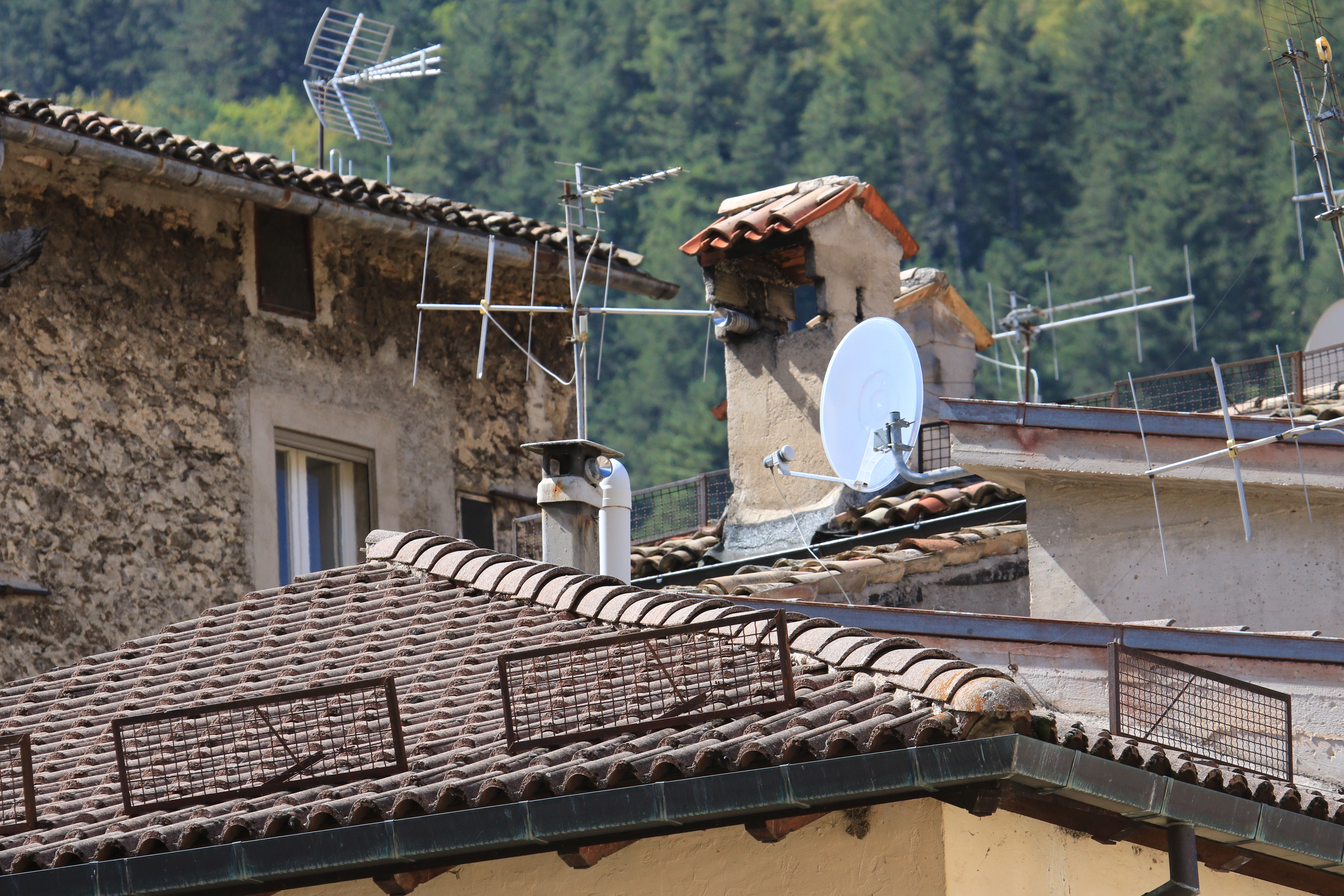
屋上のアンテナ
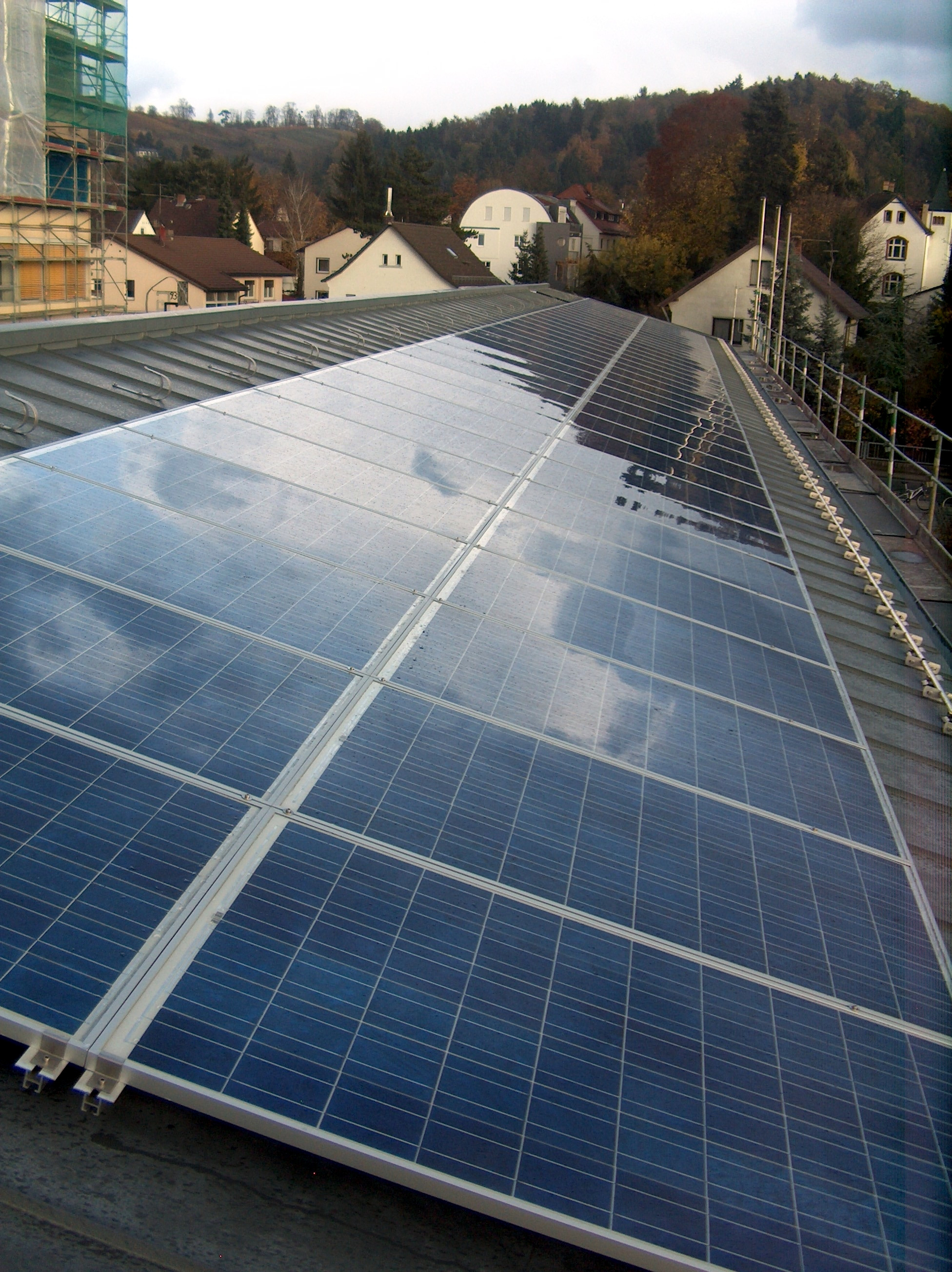
ルーフトップ・ソーラーパネル
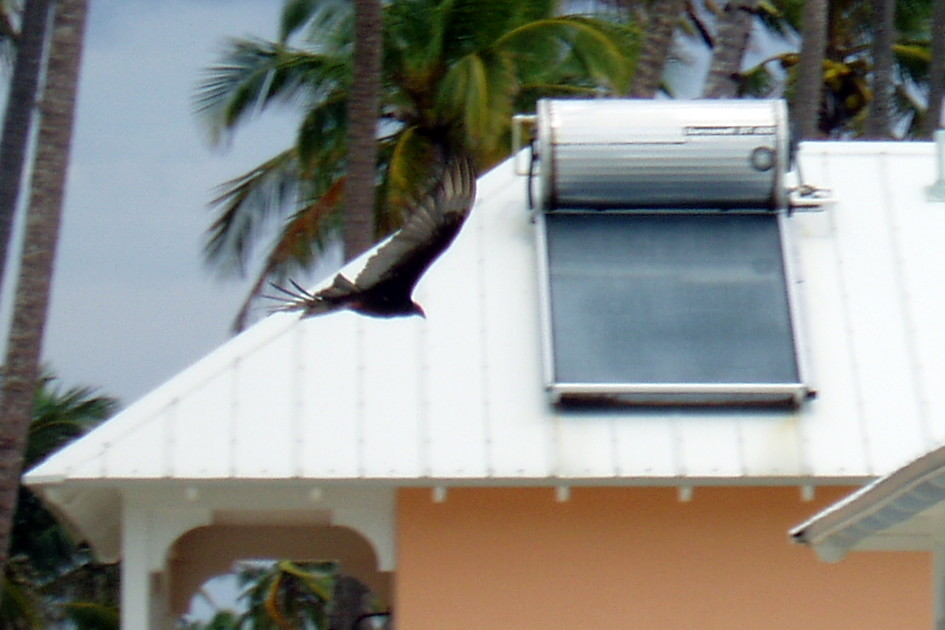
屋上の太陽熱温水器（バハマにて）
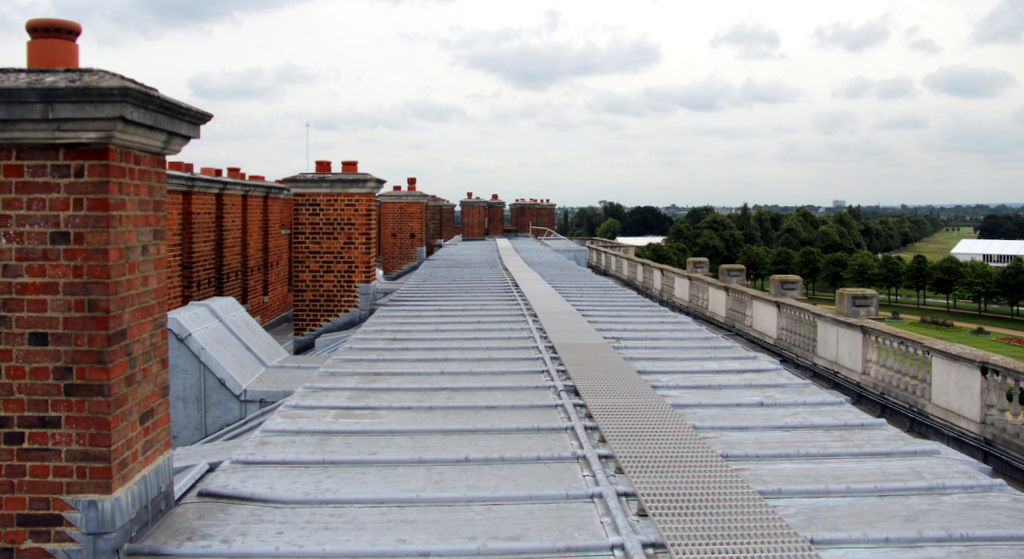
屋上
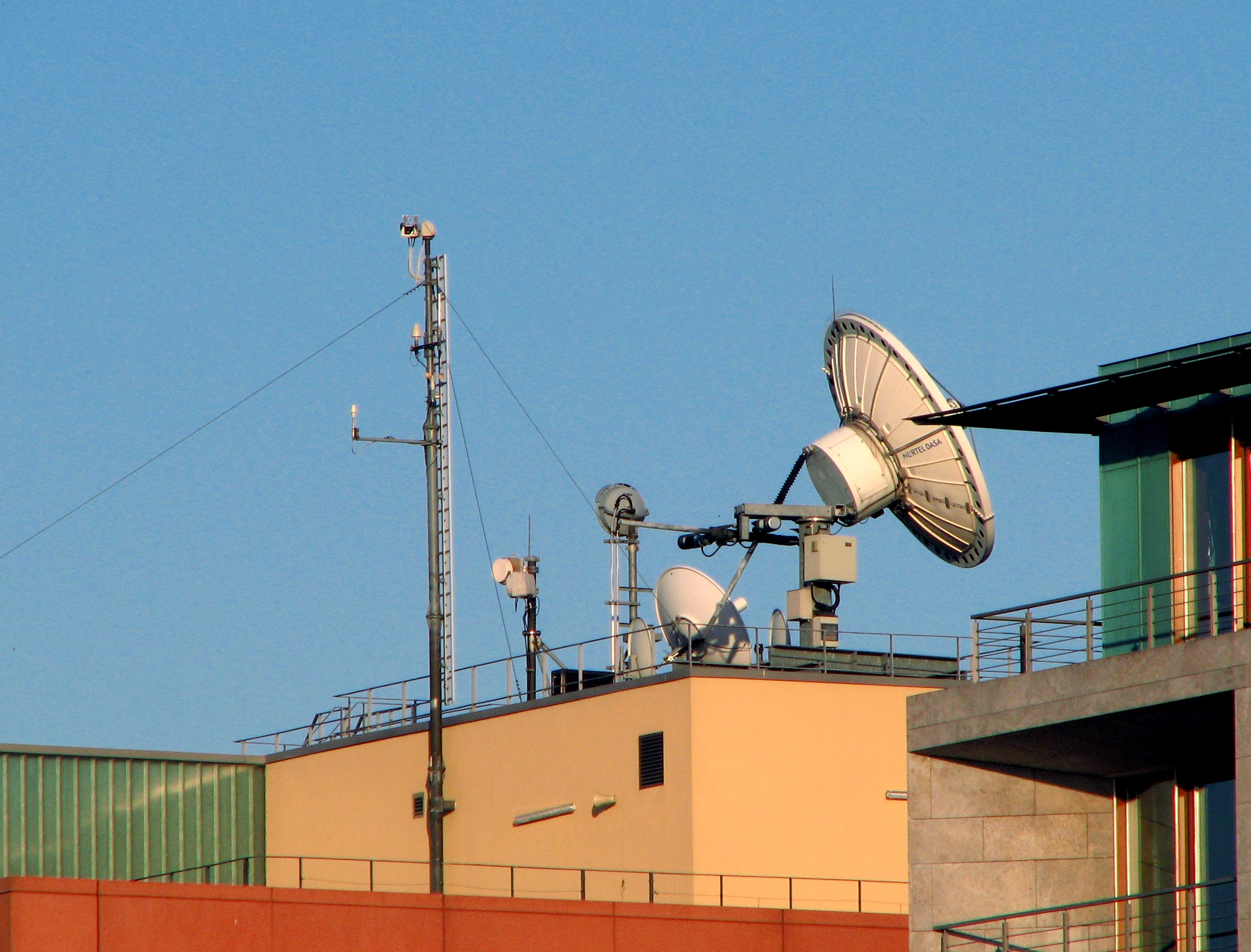
屋上にパラボラアンテナを設置した例
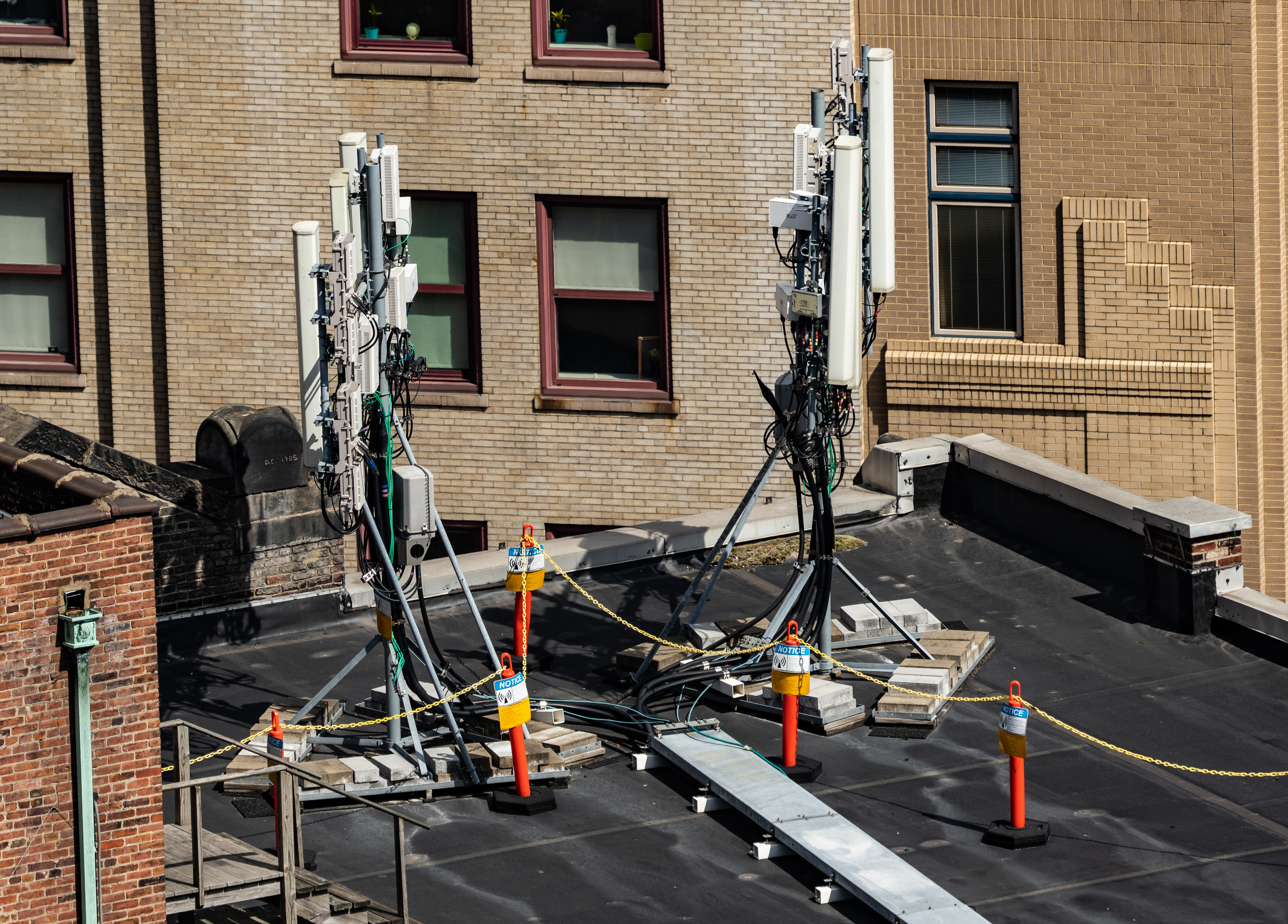
携帯基地局のアンテナ

### 人が出られるようにしてあるもの
屋根上をフロアにした、つまり人が出入りできるようにしたものは英語では"rooftop floor"といい、略式表示では「RF」と表記される。（なお人が出入りできない状態のものはrooftop floorとは言わない。人が出入りできる状態になっていなければfloorとは呼べない。）屋根が陸屋根（ろくやね）つまり平らな（傾斜が無く、かつ、平面状の）屋根だと、そこに人が出られるようにすることは比較的容易である。
屋上空間にアクセスする形式には、塔屋や外階段を設置してアクセスできるようにした階段型と、屋上空間に部屋が隣接するテラス状の隣接型がある。
屋上を設置する建物の構造は、RC造（鉄筋コンクリート造）よりも漏水の心配の少ないS造（鉄骨造）のほうが多い。
木造建築では切妻屋根に屋上部分を増築した構造が多い。
屋上に突出した塔屋はペントハウス（penthouse, PH）ともいい、建物の階数における略式表示で屋上屋1階は「P1」（P = penthouse）と表記される。
屋上利用
集合住宅では屋上が洗濯物干し、植栽や菜園活動の場所になることもあるほか、ウッドデッキ、テーブルとイス、子供用プールを設置している場合もある。
大型ショッピングモール（イオンモールなど）の屋上は駐車場として活用されていることは多い。西友の屋上ではフットサル場にしてあるものもある。
デパートの屋上では屋上遊園地や駐車場などに利用されているものもある。
超高層建築物ではヘリポートが設けられることもある。
近年の日本の小・中学校では、プール用地の確保が困難で、学校の校舎の屋上にプールを設置する例が増えている。
なお、屋上には空調機器の室外機や高架水槽が設置されているだけの場合もある。

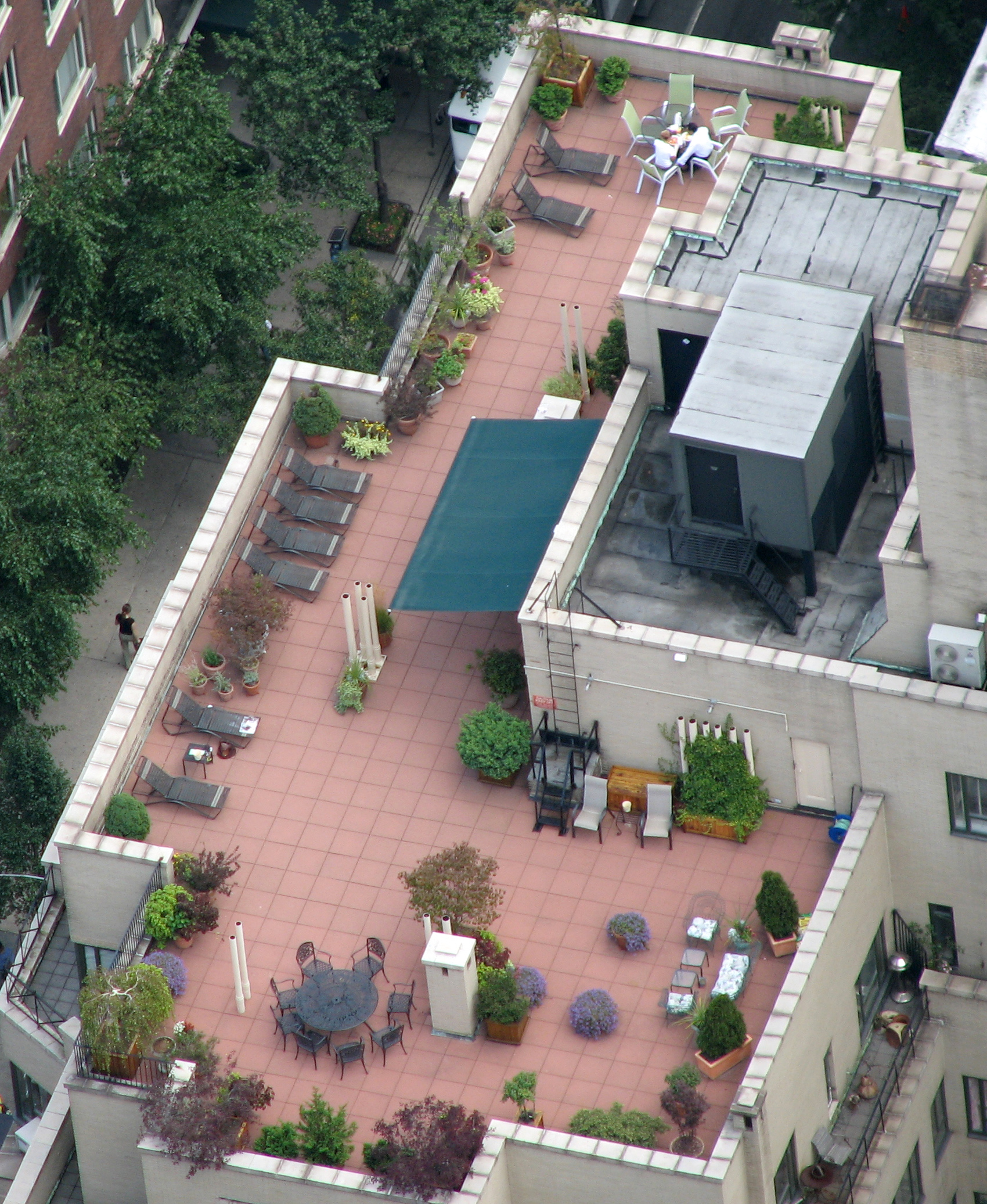
屋上をガーデンにして、パラソル、寝椅子、テーブルと椅子などを配置した例
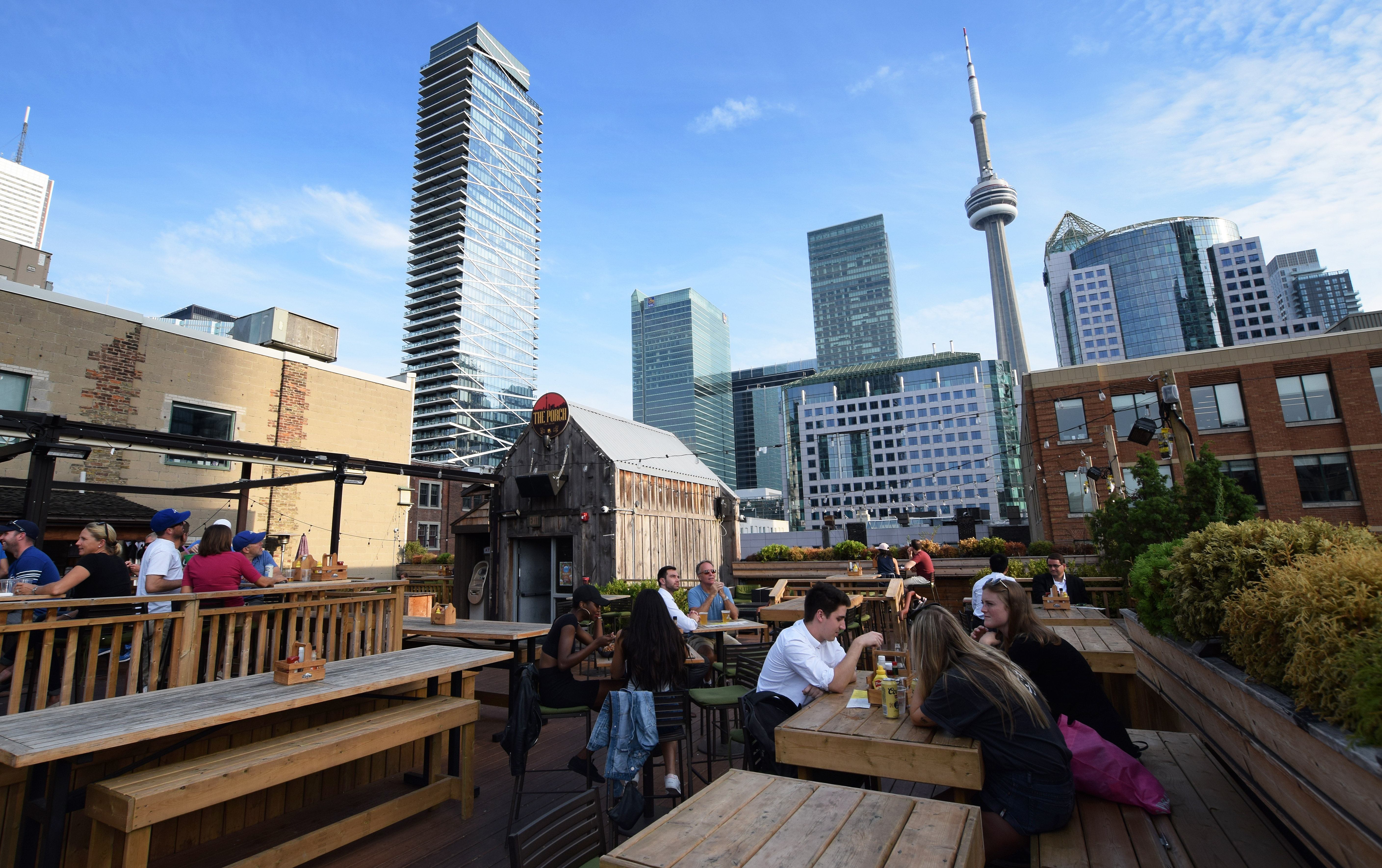
屋上を人々の憩いの場にした例（トロントにて）
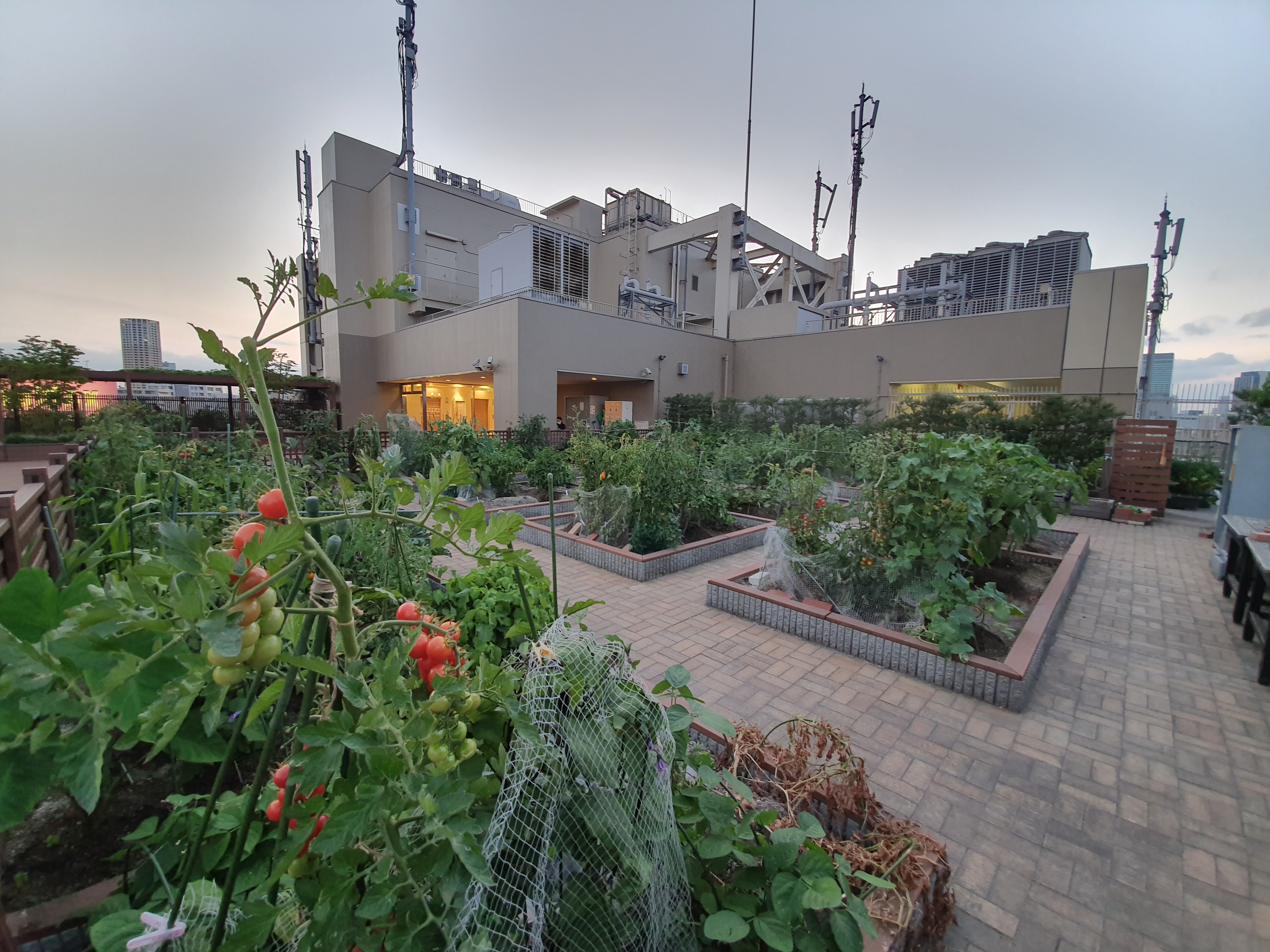
屋上を菜園にした例（アトレ恵比寿）
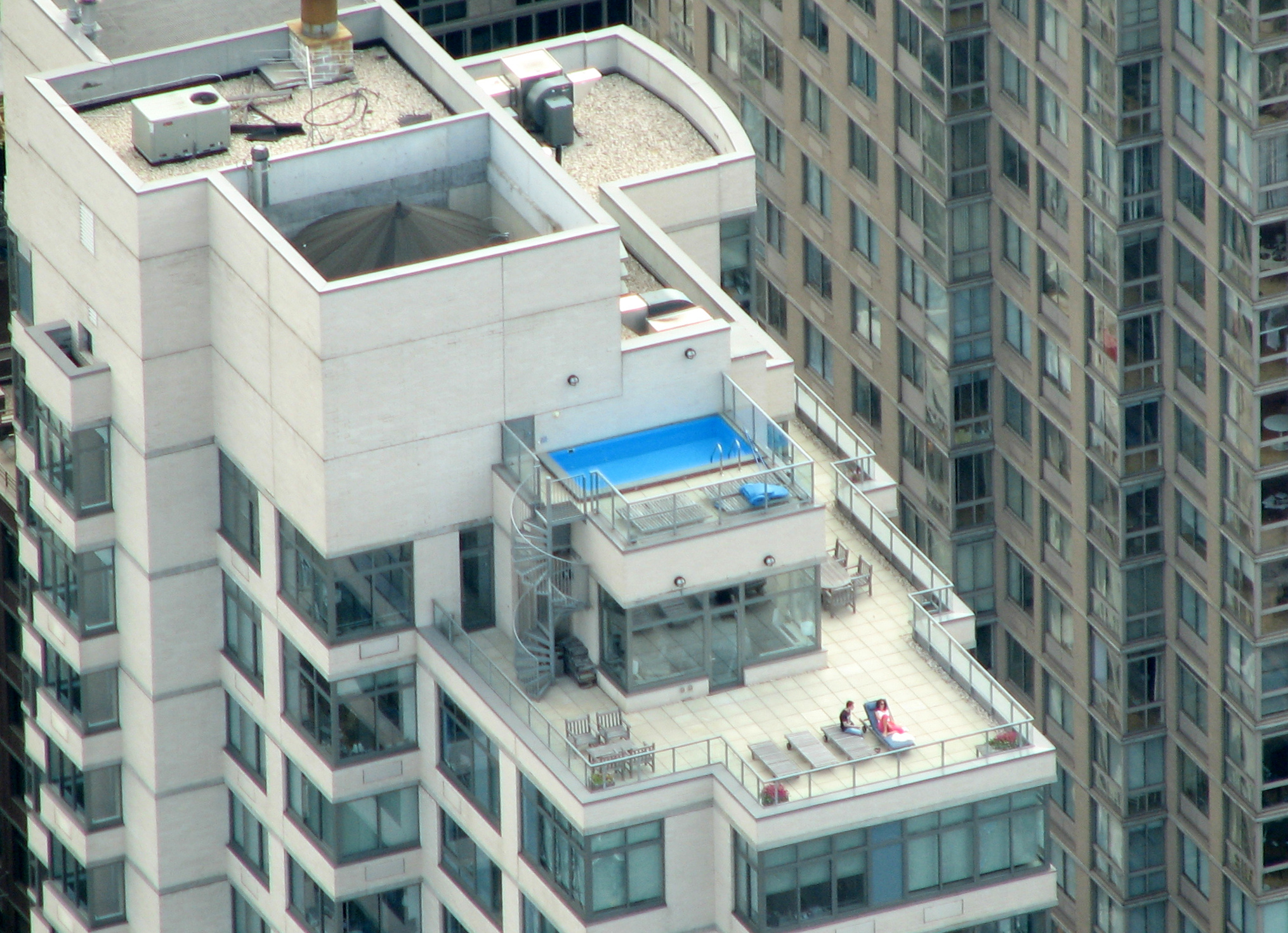
屋上にプールを建造した例
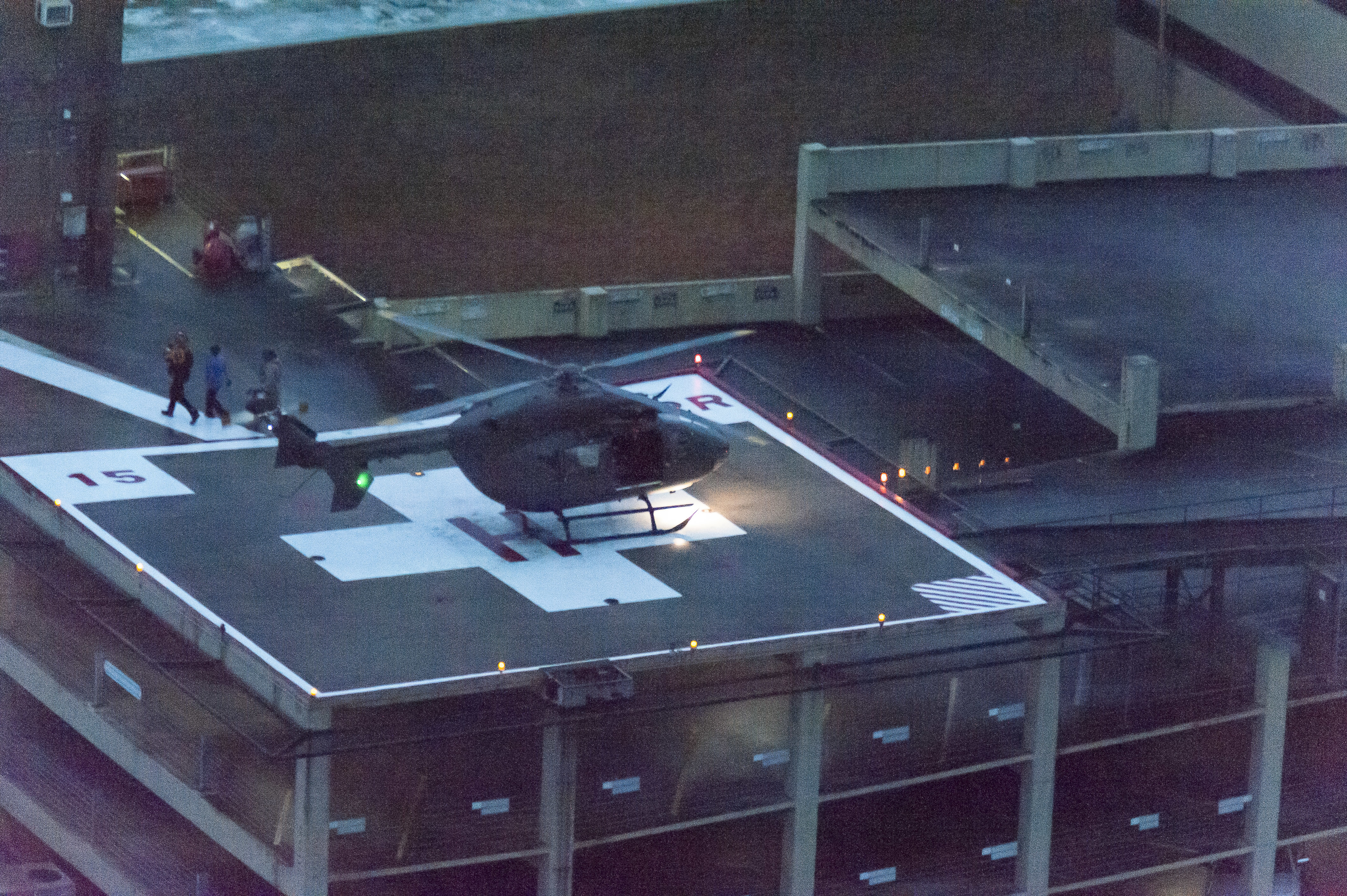
屋上ヘリポート
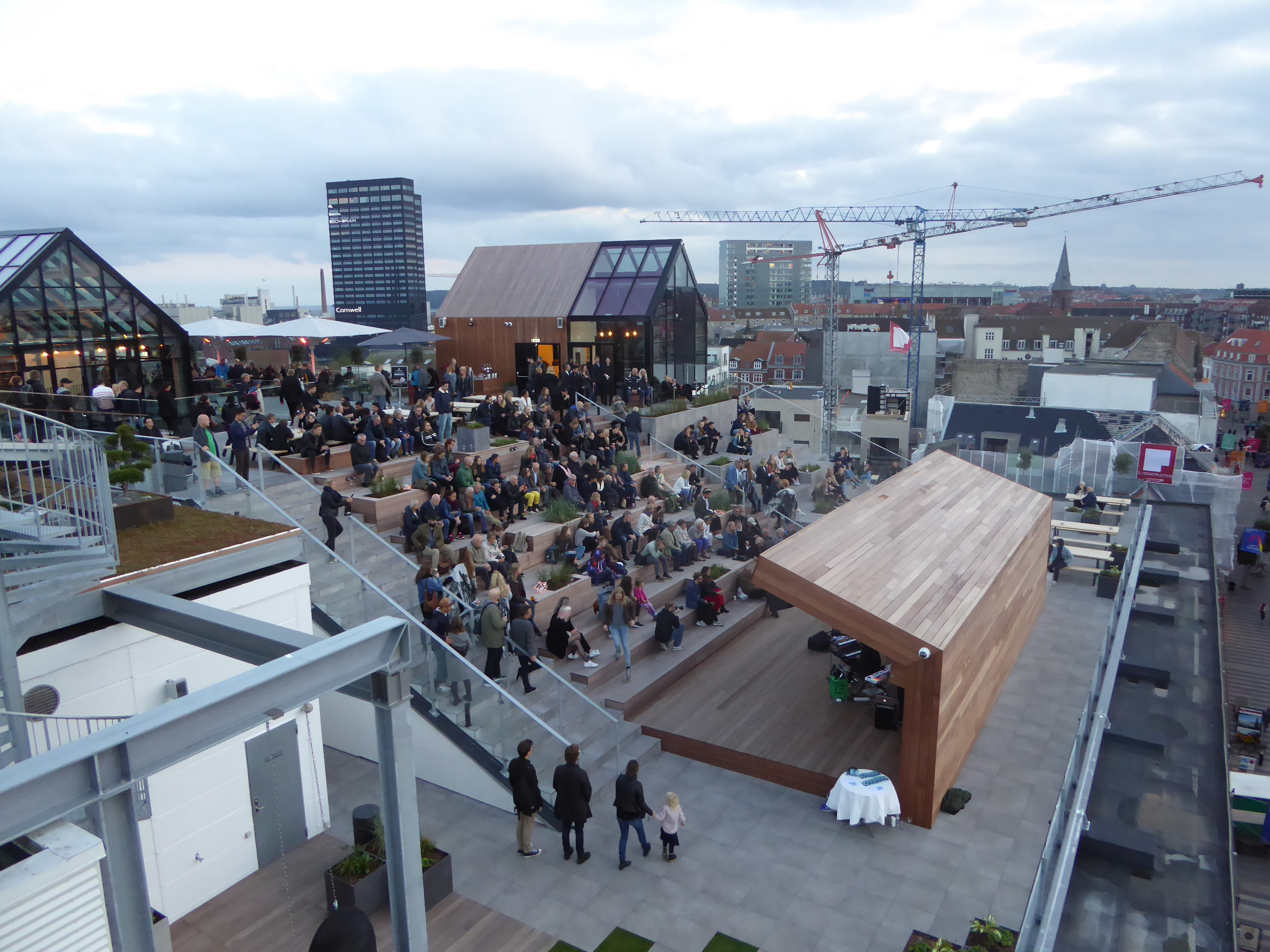
あえて段差のある屋上を、コンサート空間（ライブ演奏空間）に仕立てた例。観客席が階段状につくられている。

## 雑学
- ロックバンドのビートルズは、1969年1月30日アップル社の屋上でルーフトップ・コンサートを催した。
- 1996年10月23日に発売されたEvery Little ThingのFuture Worldのプロモーション映像は、東京オペラシティの屋上で歌っている様子を空から撮影したもの。
- 現実問題、生徒指導[5]や安全面などの観点を踏まえ、学校などは原則的に立ち入り禁止になっている学校が多い[6]。また、立ち入り禁止されているにもかかわらず、立ち入って事故となるケースも少なくない[7]。一方、ドラマ、漫画などのフィクションでは開放され、自由に立ち入りできるケースが多く見受けられる。例として昼寝や飲食[8]、告白や授業放棄などが挙げられる[9]。